# Val-de-Comporté
Val-de-Comporté es una comuna nueva francesa situada en el departamento de Vienne, de la región de Nueva Aquitania.

## Historia
Fue creada el 1 de enero de 2024, en aplicación de una resolución del prefecto de Vienne de 27 de octubre de 2023 con la unión de las comunas de Saint-Macoux y Saint-Saviol, pasando a estar el ayuntamiento en la antigua comuna de Saint-Saviol.

## Demografía
Según los datos aportados en la resolución del prefecto de Vienne, la comuna se crea con 1046 habitantes.

## Composición
| Comuna fusionada | Código INSEE | Población (2021) | Superficie (km²) | Densidad (hab./km²) |
| ---------------- | ------------ | ---------------- | ---------------- | ------------------- |
| Saint-Macoux     | 86231        | 478              | 10.68            | 45                  |
| Saint-Saviol     | 86247        | 536              | 10.81            | 50                  |